# Квінт Цицерон
Квінт Туллій Цицерон (лат. Ouintus Tullius Cicero; 106 до н. е. Арпіно — 43 до н. е.) — політик, молодший брат давньоримського оратора і консула Марка Тулія Цицерона. Він народився в родині кінного ордену, як син багатого землевласника в Арпіні, приблизно за 100 кілометрів (62 милі) на південний схід від Риму.

## Біографія
Заможний батько Цицерона влаштував йому освіту разом із братом у Римі, Афінах і, ймовірно, на Родосі в 79-77 рр. до Р.Х. Близько 70 р. до Р.Х. він одружився з Помпонією (сестрою друга свого брата Аттика), домінантною жінкою сильної особистості. Він розлучився з нею після довгого дисгармонійного шлюбу з численними сварками між подружжям наприкінці 45 р. до Р.Х. Його брат Маркус кілька разів намагався помирити подружжя, але безрезультатно. У пари народився син у 66 році до Р.Х. якого назвали Квінт Тулій Цицерон на честь батька.
Квінт проходив навчання у Римі разом із Марком.Серед  наставників  братів Цицеронів був Квінт Муцій Сцевола Авгур, який вважався найкращим юристом своєї епохи. Цицерон-молодший вивчав мистецтво красномовства, римське право, грецьку мову, філософію та літературу, але, на відміну від брата,поезію більше цінував  ніж ораторське мистецтво  Пізніше Марк говорив, звертаючись до Квінта, що той уникає «ораторського поприща» з неясних причин: «чи то переконання, як ти сам стверджуєш, чи то за сором'язливістю і якоюсь вродженою боязкістю, як писав сам про себе батько красномовства Ісократ, чи тому, що одного-де ритора досить як одну сім'ю, і навіть майже на ціле держава, як ти любиш жартівливо говорити».
У 79 році до н. е., під час диктатури Луція Корнелія Сулли, Квінт вирушив на Схід — знову разом із братом, а також із Марком Пупієм Пізоном Фругі Кальпурніаном. З Брундізія мандрівники дісталися Афін,де пробули близько року. Вони відвідували лекції видатних філософів (зокрема, представника Третьої Академії Антіоха Аскалонського, знайомилися з місцевими пам'ятками. Відомо, що Квінта найбільше за захопоювали  місця, що були пов’язані з життям трагіка Софокла.У березні 78 року до Р.Х. брати дізналися про смерть Сулли, а влітку вирушили далі. Імовірно, саме тоді вони відвідали Спарту, а потім переправилися в Малу Азію, де відвідали Мілет і Смирну. В останньому місті Квінт та Марк зустрілися з вигнанцем Публієм Рутілієм Руфом. Кілька місяців вони провели на Родосі, навчаючись у місцевих майстрів риторики, а потім вирушили у зворотний шлях. Їхнє повернення до Риму відбулося, ймовірно, навесні 77 року до Р.Х.
Батько Квінта Цицерона належав до вершницького стану, але через слабке здоров'я державної служби не прагнув, займався літературними вправами. Освіті своїх дітей він приділяв особливу увагу, тому переїхав з Квінтієм та його братом семирічним Марком до Риму, де вони навчались ораторському мистецтву, віршуванню та філософії.
У юності Квінт Туллій здійснив подорож зі старшим братом до Греції. Там вони слухали місцевих філософів і риторів. У 65 р. до н. е. обирався едилом, у 62 р. до н. е. претором довівши до кінця справу про змову Катиліни. Пізніше протягом трьох років мав повноваження пропретора в римській провінції Азія. У 56 році Квінт Туллій Цицерон був легатом Гнея Помпея Магнуса. У 54 р. — легатом Гая Юлія Цезаря у галльську війну, де він відзначився. У 51 р. до н. е. стає легатом його брата Марка Тулія, коли той виконував обов'язки проконсула Кілікії. Під час Громадянської війни виступав на боці сенату, але після поразки Гнея Помпея став союзником Цезаря. Після вбивства Цезаря знову став на бік сенату. У 43 р. до н. е. убитий із своїм сином за наказом тріумвірів під час проскрипцій.
Квінт мав будинок на південно-західній частині Есквіліна (Carinae). Дружиною його була Помпонія, сестра Тита Помпонія Аттика, найкращого друга свого брата.

## Роль в історії
Квінт зображений Цезарем як хоробрий воїн і натхненний полководець. У критичний момент галльських воєн він зібрав свій легіон і зайняв, здавалося б, безнадійну позицію. Цезар відзначив його за це словами "He praised Cicero and his men very highly, as they deserved".Проте  пізніше легат нібито був відповідальний за катастрофу в Галлії, але в результаті не отримав догану від Цезаря.
Квінт мав імпульсивний темперамент і мав напади жорстокості під час військових дій. Тоді римський ідеал полягав у тому, щоб вміти контролювати свої емоції навіть у бою. Квінт Цицерон любив суворі покарання, як-от посадити в мішок засудженого і кинути його в море. Таких засуджених традиційно «роздягали, зашивали в мішок разом із собакою, півнем, гадюкою, мавпою і кидали в річку чи море, щоб захлинулись».Цю кару він також використовував  під час свого правління в Азії.
Його брат зізнався в одному з листів до свого друга Тіта Помпонія Аттика (написаного в 51 році до Р.Х., коли він був проконсулом Кілікії і взяв із собою Квінта як легата), що не сміє залишати Квінта одного, бо боїться якоїсь  раптової  ідеї, яка спаде йому на думку».Квінт був абсолютно чесним, навіть будучи губернатором провінції, в якій  багато римлян безсоромно нагромадили собі речі інших. Він також був добре освіченою людиною, любив читати грецькі трагедії і навіть сам писав деякі.
Відносини між братами були переважно ніжними, за винятком періоду серйозних розбіжностей під час диктатури Цезаря 49-44 рр. до Р.Х..Численні листи від показують, наскільки глибокими і ніжними були стосунки між братами, хоча Марк Цицерон часто грав роль «старшого і досвідченого» брата, читаючи лекції своєму братові про те, що треба робити. Квінт також міг іноді відчувати, що егоцентричний Маркус думав лише про те, як його брат може перешкодити або допомогти власній кар’єрі Маркуса на  Cursus honorum

## Здобутки
Відомі чотири листи Квінта Тулія до брата. Найбільший серед них лист, відомий під назвою «Короткі настанови співшукачам консульства» (лат. De petitione consulatus), написаний у 64 р. до н. е., коли Марк Цицерон виставляв свою кандидатуру в консули. Також до нас дійшли фрагмент поеми і дві епіграми Квінта Цицерона.
Квінт Цицерон написав чотири трагедії. Три з них називалися Троада, Ерігонес і Електра, але всі вони були  втрачені. Він також написав кілька віршів про другу експедицію Цезаря до Британії, три послання до Тіро і четверте до свого брата. 

### Commentariolum petitionis
Більшість дослідників вважають, що пропагандистська брошура з першої половини 64 року під назвою Commentariolum petitionis (Про подання заявки на консульство)як свідчить текст є під авторством  Квінта. Цей твір має форму листа до брата і, очевидно, є посібником для кандидата в консули. Фактично це твір, що вихваляє кандидатуру Марка . Це видання, призначене для широкого розповсюдження, не містило жодної політичної програми, але проголошувало, що Марк повинен завоювати всі верстви населення.
За порадою Квінта, брат повинен переконати вельмож, що він завжди з ними, і нагадати людям, що він відстоював свої права в судах і що користь народу не буде йому чужою. Він повинен переконати справедливих і заможних людей, що він завжди був прихильником миру і спокою, тим самим запевняючи всіх у своїй доброті. Виходячи як прихильник як авторитету сенату, так і виборців багатих і бідних, він отримає загальну підтримку. Лестощі - як пише Квінт - це погано і ганебно в житті взагалі, але необхідно при зверненні в консульство. У своїх зусиллях щодо голосування Марек не повинен нікого опускати, навіть вільновідпущеників і рабів, оскільки вони також можуть впливати на громадську думку.
Метою роботи було підказати виборцям, що Марк Цицерон має прихильників у всіх соціальних групах, а також що його підтримує молодь, яка захоплюється його ораторським талантом. На його боці також чимала кількість друзів. Це гарантує йому перемогу над його супротивниками, найнебезпечнішими з яких є Антоній і Катиліна. На суперників Марка Цицерона напали - Катиліну звинуватили в погромах під час Сулланського терору, кровозмішенні з власною сестрою, вимаганні в Африці та підкупі суду.
На думку Квінта, подача заявки в консульство має бути урочистою, чудовою, великою, впливати на людей. До пізньої ночі будинок кандидата має бути повний народу. Друзі мають поширювати інформацію про чудовий бенкет кандидата, створюючи видимість щедрості, яка подобається масам. Але не тільки треба бути милостивим, — стверджував Квінт, — не завадить час від часу погрожувати, що якщо протиборні кандидати допустили зловживання на виборах, вони будуть притягнені до відповідальності; дайте опонентам відчути, що вони стежать за своїм лікуванням.
Ті, хто розгнівався на Марка за те, що він виступав проти нього в судах, повинні бути переконані, що він зробив це, тому що захищав своїх друзів, тому, якби вони стали друзями Цицерона, вони могли б розраховувати на подібну допомогу з його боку. Квінт запевняє, що Марк не буде вороже ставитися до тих, хто з дружби з Антонієм чи Катиліною підтримає їхню кандидатуру. Не варто шкодувати – на думку Квінта – обіцянок допомоги, бо «чемпіон на виборах» Гай Аврелій Котт говорив, що обіцяв свою допомогу всім, якщо це не суперечить іншим його зобов’язанням, тому що найчастіше хто просить, то їм зовсім не потрібна допомога, тому краще пообіцяти тим, хто просить, ніж відштовхувати людей.

### Легат Цезаря
У 56—54 роках до Р.Х. сталося деяке зближення між Марком Цицероном і Цезарем: обидва політики розуміли, що потрібні одне одному, а Квінт, можливо, усвідомив необхідність зближення з Гаєм Юлієм навіть раніше, ніж брат. Тому, коли Цезар запропонував молодшому Цицерону стати легатом у його армії, той охоче погодився.
Квінт залишив Рим незадовго 1 травня 54 року до Р.Х. Він зустрівся з Цезарем під Плаценцією в Цизальпійській Галлії, і прийом був дуже привітним. На той момент Гай Юлій контролював усю Трансальпійську Галію. У середині літа почався його другий похід у Британію, і Квінт взяв участь у цій експедиції на чолі легіону — на превелике задоволення Марка, який розраховував використати здобутий братом екзотичний матеріал для створення епічної поеми.
«О, яким приємним був для мене твій лист із Британії! — написав Марк Квінту наприкінці серпня. — Мене лякав Океан, лякали береги острова… У тебе, я бачу, є чудова тема для опису. Яка перед тобою територія, яка природа, які звичаї, які племена, які битви і, нарешті, який імператор!»
Похід у не мав якихось серйозних наслідків. Римляни незмінно залишалися переможцями в невеликих битвах з бриттами Кассівелауна і просунулися за річку Тамесій, але здобути велику перемогу, яка б дозволила закріпитися на острові, так і не змогли. Чутки про незліченні багатства Британії не підтвердилися. Тому Квінт вирішив залишитись у галльській армії, не задовольняючись однією кампанією: він пов'язував із британським походом надії на збагачення і тепер зрозумів, що йому потрібно більше часу, щоб отримати вигоду від служби.
Взимку 54/53 років до Р.Х. Цицерон повинен був провести зі своїм легіоном похід  у Північній Галлії (це була перша зима, в яку Цезарю довелося розосередити армію через брак продовольства). Зненацька місцеві племена повстали. Спочатку ебурони знищили 15 когорт Квінта Титурія Сабіна, а потім нерви, що отримали допомогу від тих самих ебуронів і адуатуків, напали на табір Цицерона. Перша атака була відбита. Тоді противник повідомив Квінту, що повстала вся Галлія, і запропонував вільний прохід на південь. Але легат відкинув можливість переговорів до того часу, поки галли не складуть зброю.
Після цього була облога. Повстанці, які мали багаторазову чисельну перевагу (їх було до 60 тисяч), оточили табір і зробили серію атак; ситуація була особливо небезпечною для римлян на сьомий день, коли галлам вдалося підпалити низку будівель. Але захисники табору відбивали кожен штурм, завдаючи ворогові великі втрати, а ночами відновлювали укріплення. За словами Цезаря, «сам Цицерон… не давав собі відпочинку навіть уночі, отже солдати самі збігалися щодо нього і своїми гучними проханнями змушували його берегти себе».
Проте обложені було неможливо протриматися довго без допомоги ззовні. Цицерон багато разів намагався повідомити про те, що відбувається Цезарю, але галли щоразу ловили його вісників і стратили на очах у римлян. Нарешті, слуга одного галльського аристократа, який зберіг відданість Риму, зміг пробратися через блокадне кільце. Проконсул, отримавши листа, негайно виступив із Самаробріви з двома легіонами і сповістив Квінта про свій похід. «Той, переглянувши листа, прочитав його на зборах солдатів і цим дуже всіх порадував». Нервії пішли від табору назустріч Цезарю. У битві вони були вщент розбиті, і після цього Гай Юлій об'єднав свої сили з легіоном Цицерона, в якому на той момент майже не було солдатів без поранень.
Після цієї перемоги Цезар розпочав каральну операцію проти ебуронів. Цицерон у цей час з одним легіоном, незадовго до того набраним у Цизальпійській Галлії, і двома сотнями вершників охороняв обоз в Адуатуці. Несподівано на його табір напали дві тисячі кінних сугамбрів, що прийшли через Ренуса. На момент нападу п'ять когорт були на кашкеті, так що германці ледь не увірвалися в табір; нечисленні захисники все ж таки змогли відобразити перший натиск. Потім сугамбри напали на когорти, що були поза табором, і завдали їм серйозної шкоди. Цезар, що прибув до Адуатуки «як людина, добре знайома з мінливістю війни», констатував, що виною всьому не помилка Цицерона, а «гра долі».
У 52 році до Р.Х. Квінт Туллій залишався у Галлії. Імовірно, саме тоді зав'язалася його дружба з Авлом Гірцієм і Гаєм Вібієм Пансою, що належали до оточення Цезаря. Можливо, тоді ж він познайомився і з вождем едуїв Дивітіаком (про це знайомство сам Квінт розповідає у трактаті брата «Про дивінацію». Цицерон брав участь у придушенні Великого галльського повстання,але в зиму 52/51 років розташувався зі своїми легіоном у Кабіллоні (нинішній Шалон-сюр-Марн) у землях эдуїв.

### Легат свого брата
Взимку 52/51 до Р.Х. Квінт Туллій склав повноваження легату і повернувся до Риму. У цей час його брат був призначений намісником Кілікії, і Квінт пішов за ним на Схід разом із сином. Як легат-преторій (колишній претор), він був другим за старшинством в оточенні проконсула (після Гая Помптіна, який обіймав посаду претора на рік раніше). Імовірно, саме братові був зобов'язаний Марк своїми військовими успіхами. Квінт командував однією з трьох колон під час боїв на горі Аман у жовтні, керував облогою Пінденісса (міста «вільних кілікійців») у грудні. Пізніше на його пропозицію провінційна армія була поділена на кілька частин, які зимували в різних частинах Кілікії. Сам Квінт до червня перебував крайньому сході; зокрема, через це його син вперше вдягнувся у дорослу тогу в Лаодикеї 17 березня 50 року до н. е. без батька. 
Марк Туллій не хотів затримуватись у провінції довше, ніж на рік. Без присланого з Риму наступника він думав над тим, чи не залишити замість себе брата. Якийсь час він вважав цей варіант кращим: після від'їзду Гая Помптіна Квінт залишився єдиним преторієм у Кілікії, до того ж управління провінцією було дуже почесним обов'язком. Але зрештою цей варіант був відкинутий: зіграли свою роль страх перед громадською думкою та небажання самого Квінта затримуватися на Сході. 30 липня 50 року до зв. е. брати вирушили морем у столицю, роблячи в дорозі зупинки на Родосі, в Ефесі, в Афінах.Імовірно, починаючи з Патр, Квінт із сином їхали окремо від Марка. Наприкінці листопада вони висадилися у Брундізії, та був попрямували у свої володіння під Арпіном.